# High Barnet
High Barnet è una stazione della metropolitana di Londra, capolinea della diramazione di High Barnet della linea Northern.

## Storia

### La stazione della GNR
La stazione di High Barnet è stata aperta al servizio il 1º aprile 1872 dalla Great Northern Railway (GNR), come capolinea di una diramazione da una linea ferroviaria, la Edgware, Highgate and London Railway (EH&LR), che connetteva la Stazione di Finsbury Park a Edgware via Highgate. La GNR aveva comprato la EH&LR poco prima dell'apertura di quest'ultima nel 1867.

### Il XX secolo
A partire dal 1923, in seguito alla legge (il Railways Act del 1921) sulla fusione delle compagnie ferroviarie, che creò le cosiddette "Grandi Quattro", o Big Four, la GNR divenne parte della London & North Eastern Railway (LNER), che divenne il nuovo gestore della stazione.
Nel 1935 la London Underground annunciò un progetto, noto come The Northern Heights plan, in base al quale un gruppo di linee ferroviarie della LNER nel nord di Londra sarebbe stato rilevato dalla LU e sarebbe diventato parte della Northern Line. La diramazione da East Finchley fino a High Barnet rientrava in questo progetto. La Northern Line fu prolungata dal suo capolinea alla stazione di Archway (all'epoca chiamata Highgate) attraverso una nuova sezione di tunnel che, passando sotto l'esistente stazione di Highgate della LNER (dove furono costruite nuove piattaforme di profondità) emergevano in superficie poco a sud di East Finchley, dove la linea si collegava con la LNER fino a High Barnet. Il servizio della Northern Line cominciò il 14 aprile del 1940.
La stazione fu servita da entrambi i gestori fino al 1941, anno di cessazione del servizio della LNER. La British Railways continuò a gestire lo scalo merci fino al 1962.

## Strutture e impianti
Ancora oggi la stazione mantiene molto del suo stile vittoriano. Nel 2010 è stato aperto un nuovo edificio per il personale di bordo del treno, posizionato in una parte del parcheggio a sud est della stazione, insieme a un accesso coperto dal parcheggio ai binari e alla stazione, che la rende accessibile a passeggeri con disabilità.
I treni fuori servizio sostano su binari morti situati a est della stazione.
È compresa all'interno nella Travelcard Zone 5.

## Interscambi
Nelle vicinanze della stazione effettuano fermata numerose linee automobilistiche, gestite da London Buses.
- Fermata autobus

## Galleria d'immagini

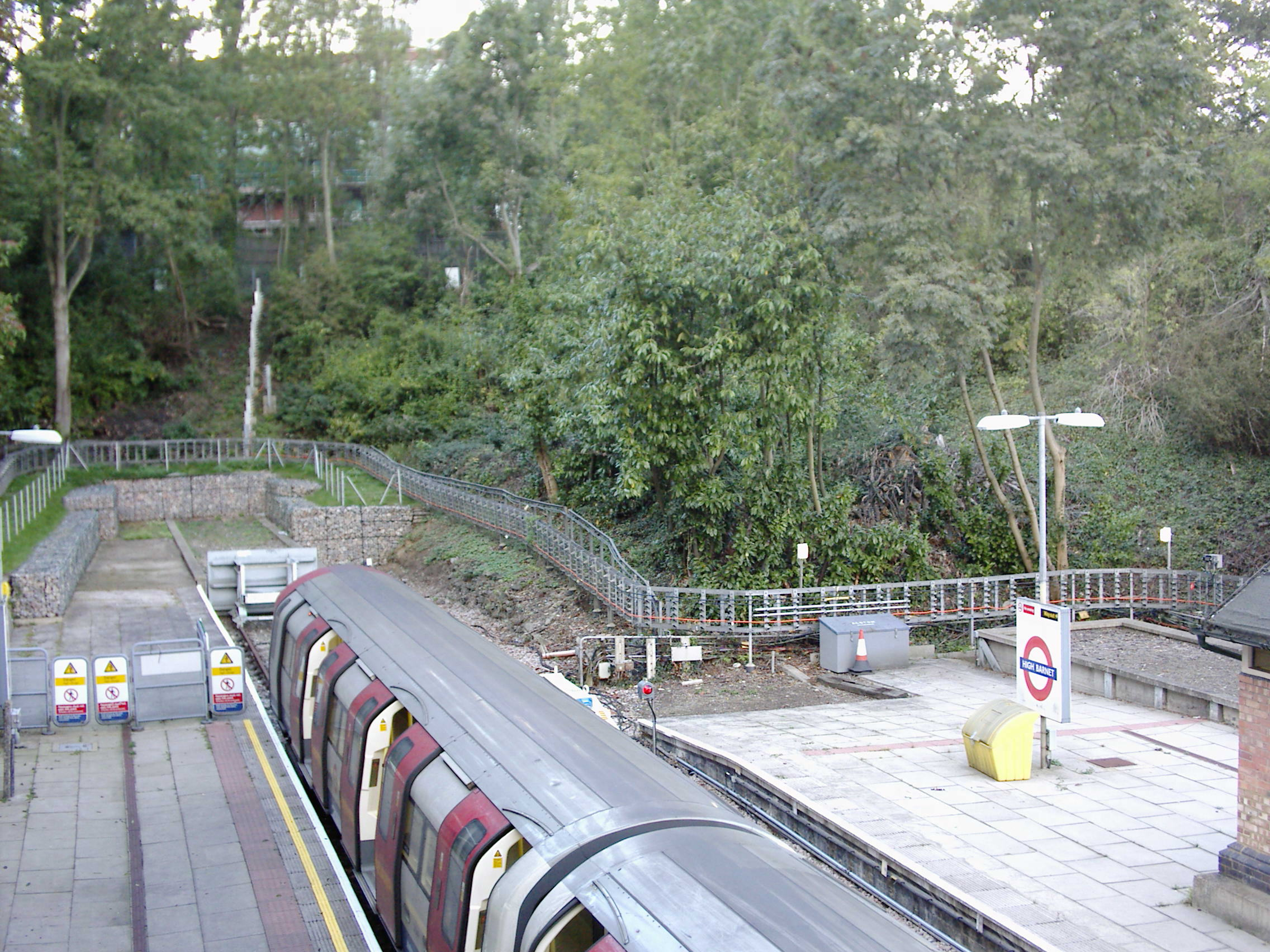
Termine della Northern Line.
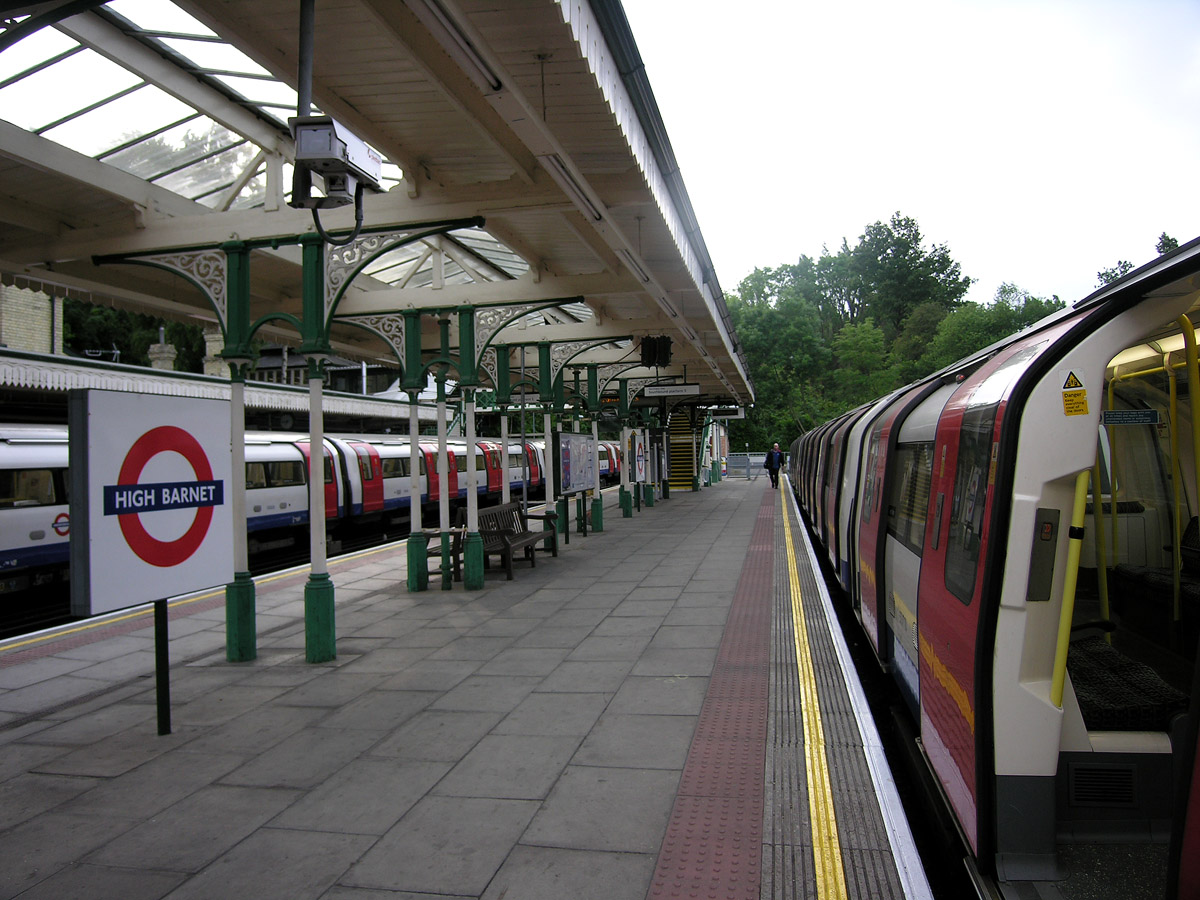
La stazione di High Barnet.
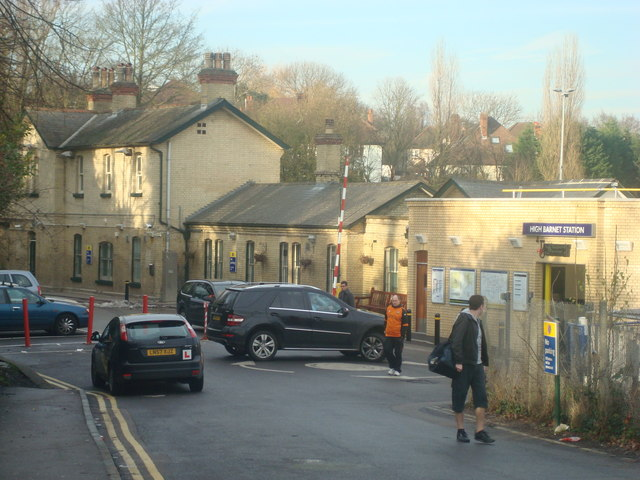
L'edificio della stazione.
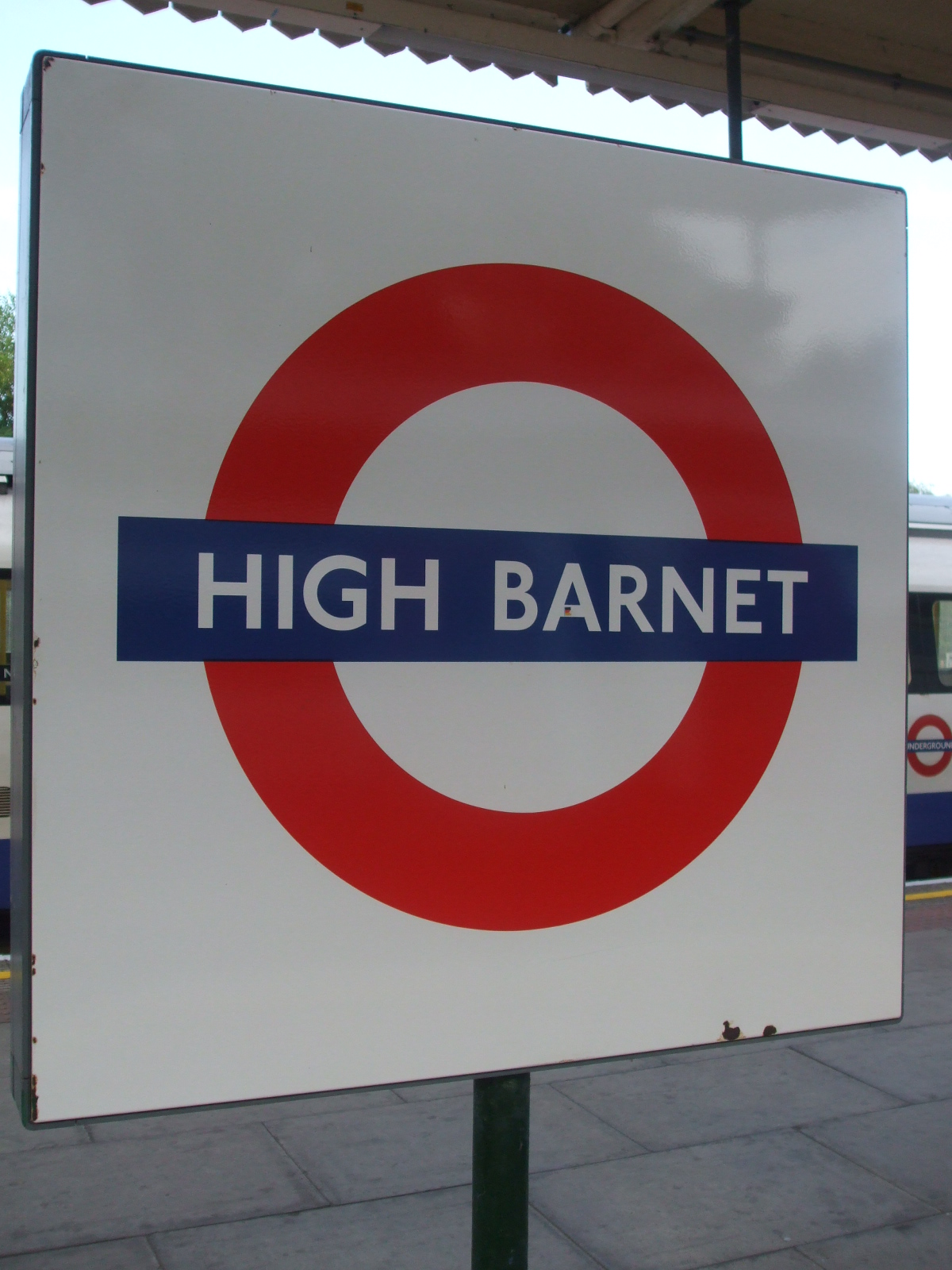
Nome della stazione sui binari 2 e 3.